# St Andrew’s Stadium
St Andrew’s Stadium – stadion piłkarski, położony w mieście Birmingham w Wielkiej Brytanii. Oddany został do użytku w 1906 roku. Od tego czasu swoje mecze na tym obiekcie rozgrywa zespół Championship Birmingham City. Jego pojemność wynosi 30 009 miejsc. Rekordową frekwencję, wynoszącą 66 844 osób, odnotowano w 1939 roku podczas meczu ligowego pomiędzy Birmingham City a Evertonem.